# Ophiura caledonica
Ophiura caledonica is een slangster uit de familie Ophiuridae.
De wetenschappelijke naam van de soort werd in 1907 gepubliceerd door René Koehler.